# Promesse... Promesse ...(colonna sonora)
Promesse... Promesse ... è un album discografico del cantante e attore italiano Johnny Dorelli e della cantante ed attrice Catherine Spaak, pubblicato nel 1970 dalla CGD.

## Descrizione
Nel 1968 Dorelli interpreta la parte del conte Danilo nell'adattamento televisivo dell'operetta La vedova allegra, curato da Giuseppe Patroni Griffi e diretto da Antonello Falqui. Protagonista femminile avrebbe dovuto essere Mina, ma le trattative con la cantante non vanno a buon fine, e il personaggio di Anna Glavary viene affidato a Catherine Spaak (che nelle parti cantate viene doppiata da Lucia Mannucci del Quartetto Cetra). Tra Catherine e Johnny nasce un legame sentimentale che durerà parecchi anni e che diventerà anche un legame artistico sfociato in diverse collaborazioni teatrali e discografiche.
Nel 1970 intraprendono una turnè teatrale nello spettacolo Promesse... Promesse ..., scritto da Garinei e Giovannini e interpretato oltre che dalla coppia, anche da Bice Valori, Mario Carotenuto e Duilio Del Prete come interpreti principali.
Il musical è un adattamento italiano di un celebre musical di Neil Simon dal titolo Promises, promises, ispirato a sua volta dal film L'appartamento del 1960, diretto da Billy Wilder e interpretato da Jack Lemmon e Shirley MacLaine.
Dall'album viene estratto il singolo Non mi innamoro più, adattamento in italiano del brano I'll Never Fall in Love Again grande successo di Dionne Warwick scritto da Burt Bacharach e Hal David appositamente per il musical, interpretato originariamente nella sua versione teatrale da Jill O'Hara e Jerry Orbach.

## Edizioni
L'album è stato pubblicato in Italia nel 1970 dall'etichetta CGD, con numero di catalogo FGS 5063 in musicassetta ed LP ed è tra i più rari e quotati tra i collezionisti per gli interpreti in quanto mai ristampato su CD o LP e attualmente non è disponibile ne in digitale ne per lo streaming.

## Tracce
1. Overture (Bruno Canfora E La Sua Orchestra)
2. Sono una mezza tacca (Dorelli)
3. Lassù   (Dorelli)
4. Qualcuno per  (Dorelli)
5. Viva il basket ball  (Dorelli)
6. L'ora dell'addio (Catherine Spaak)
7. Tempo di tacchino (Bruno Canfora E La Sua Orchestra)
8. Fare a meno di ciò che non ho  (Dorelli)
9. Natale dura un giorno solamente (Bice Valori e Johnny Dorelli)
10. Chiunque tu sia ti ama  (Catherine Spaak)
11. Non mi innamoro più  (Johnny Dorelli e Catherine Spaak)
12. Promesse... Promesse (Johnny Dorelli)